# Septum intermusculaire médial du bras
Le septum intermusculaire médial du bras (ou cloison intermusculaire interne du bras) est un fascia séparant les loges brachiales antérieure et postérieure du bras dans leur partie médiale.

## Description
Le septum intermusculaire médial du bras est plus épais que le septum intermusculaire latéral. Il s'étend de la face profonde du fascia brachial au bord médial de l'humérus de la partie inférieure de la crête du petit tubercule de l'humérus jusqu'à l'épicondyle médial de l'humérus le long du bord médial. En haut, il est prolongé par le ligament brachial interne.

## Galerie

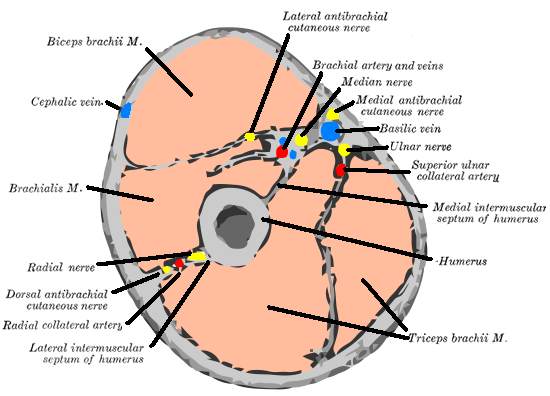
Loges brachiales antérieure (en haut) et postérieure (en bas) du bras.